# Internationale Filmfestspiele von Cannes 1957
Die 10. Internationalen Filmfestspiele von Cannes 1957 fanden vom 2. Mai bis zum 17. Mai 1957 statt.

## Wettbewerb
| Filmtitel                               | Regisseur                  | Produktionsland         | Darsteller (Auswahl)                              |
| Am Anfang war es Liebe                  | Zahari Zhandov             | Bulgarien               |                                                   |
| Betrogen bis zum jüngsten Tag**         | Kurt Jung-Alsen            | DDR                     | Rudolf Ulrich, Wolfgang Kieling                   |
| Das Dach Japans                         | Sadao Imamura              | Japan                   |                                                   |
| Don Quichotte                           | Grigori Kosinzew           | Sowjetunion             |                                                   |
| Elokuu                                  | Matti Kassila              | Finnland                |                                                   |
| Faustina                                | José Luis Sáenz de Heredia | Spanien                 | María Félix, Fernando Fernán Gómez                |
| Gotoma the Buddha                       | Rajbans Khanna             | Indien                  |                                                   |
| Gwendalina                              | Alberto Lattuada           | Italien, Frankreich     | Jacqueline Sassard                                |
| Das Haus des Engels                     | Leopoldo Torre Nilsson     | Argentinien             |                                                   |
| Die Junggesellenparty                   | Delbert Mann               | USA                     | Don Murray, E. G. Marshall, Jack Warden           |
| Der Kanal                               | Andrzej Wajda              | Polen                   | Tadeusz Janczar                                   |
| Két vallomás                            | Márton Keleti              | Ungarn                  |                                                   |
| Kome                                    | Imai Tadashi               | Japan                   |                                                   |
| Leben wollen alle                       | Milos Makovec              | Tschechoslowakei        |                                                   |
| Der letzte Schuß                        | Grigori Tschuchrai         | Sowjetunion             |                                                   |
| Lockende Versuchung*                    | William Wyler              | USA                     | Gary Cooper, Dorothy McGuire, Anthony Perkins     |
| Der Mann, der sterben muß               | Jules Dassin               | Frankreich, Italien     | Jean Servais, Carl Möhner, Gert Fröbe             |
| La Moara cu noroc                       | Victor Iliu                | Rumänien                |                                                   |
| Die Nächte der Cabiria                  | Federico Fellini           | Italien, Frankreich     | Giulietta Masina, François Périer                 |
| Qivitoq                                 | Erik Balling               | Dänemark                |                                                   |
| Rose Bernd                              | Wolfgang Staudte           | Deutschland             | Maria Schell, Raf Vallone, Käthe Gold             |
| Same Jakki                              | Per Høst                   | Norwegen                |                                                   |
| Schau nicht zurück                      | Philip Leacock             | Großbritannien          | Flora Robson                                      |
| Sena, der Junge von Ceylon              | Lester James Peries        | Sri Lanka               |                                                   |
| Das siebente Siegel                     | Ingmar Bergman             | Schweden                | Max von Sydow, Gunnar Björnstrand, Bibi Andersson |
| Sissi – Die junge Kaiserin              | Ernst Marischka            | Österreich, Deutschland | Romy Schneider, Karlheinz Böhm, Magda Schneider   |
| Ein süßer Fratz                         | Stanley Donen              | USA                     | Audrey Hepburn, Fred Astaire, Michel Auclair      |
| Das Tal des Friedens                    | France Štiglic             | Jugoslawien             | John Kitzmiller                                   |
| Where to?                               | Georges Nasser             | Libanon                 |                                                   |
| Yangtse-Zwischenfall                    | Michael Anderson           | Großbritannien          | Richard Todd, William Hartnell, Akim Tamiroff     |
| Ein zum Tode Verurteilter ist entflohen | Robert Bresson             | Frankreich              | François Leterrier                                |

* = Goldene Palme

** = auf Intervention der Bundesrepublik aus dem Wettbewerb genommen

## Internationale Jury
Jurypräsident war in diesem Jahr der Schriftsteller André Maurois. Jean Cocteau wurde zum Ehrenpräsidenten der Jury gekürt. Die weiteren Jurymitglieder waren: Maurice Genevoix, Georges Huisman, Maurice Lehmann, Marcel Pagnol, Michael Powell, Jules Romains, Dolores del Río, George Stevens und Vladimir Volchek.

## Preisträger
- Goldene Palme: Lockende Versuchung von William Wyler
- Sonderpreis der Jury: Der Kanal von Andrzej Wajda und Das siebente Siegel von Ingmar Bergman
- Beste Schauspielerin: Giulietta Masina in Die Nächte der Cabiria
- Bester Schauspieler: John Kitzmiller in Das Tal des Friedens
- Bester Regisseur: Robert Bresson für Ein zum Tode verurteilter ist entflohen
- Sonderpreis: Der letzte Schuss